# 毛脉金粟兰
毛脉金粟兰（学名：Chloranthus holostegius var. trichoneurus）为金粟兰科金粟兰属下的一个变种。

## 扩展阅读
- 維基物種上的相關：毛脉金粟兰